# Самая большая луна
«Са́мая больша́я луна́» — фильм режиссёра Алексея Попогребского в жанре фэнтези. Вышел в прокат 4 июля 2024 года. 1 июля имя Алексея Попогребского было убрано из афиши фильма, о чём сообщила компания «Атмосфера кино», прокатчик картины. Новым режиссёром указали Романа Борисевича. Причины снятия фамилии Попогребского из титров не были раскрыты.

## Сюжет
В мире живут сверхлюди с необычными способностями — эмеры. Они умеют управлять человеческими эмоциями, которые помогают им выжить. Эмеры не чувствуют боли, не пользуются современной техникой, не могут по-настоящему любить. Однажды их мир оказывается под угрозой, и Денис, молодой эмер-полукровка, отправляется на поиски девушки Кати, которая может всех спасти. Вместе с Денисом она открывает для себя совершенно другую жизнь: яркую, увлекательную, но вместе с этим полную опасности и предательств.

## В ролях
- Иван Ивашов — Денис
- Симона Куст — Катя
- Филипп Янковский — Глеб
- Аристарх Венес — Банан
- Александр Гришин — Макеев
- Павел Голубев — Лидер каннибалов
- Софья Ская — Вера

## Производство
Режиссёр Алексей Попогребский разрабатывал историю фильма в течение нескольких лет. Он называл фильм «проектом мечты», где «впервые наиболее интересным образом переплетаются мои специальности: образование психолога и работа кинорежиссёром и сценаристом».
Проект несколько раз менял свою концепцию. Планировалось сделать упор на антиутопический мир. Идея должна была стать основой для международной франшизы «Пропавшие комнаты». Позже фильм разрабатывался под рабочим названием «И-Сайдер». В итоге «И-Сайдер» трансформировался в историю под названием «Самая большая луна»: «Это оригинальная история, но связанная с „И-сайдером“ темой. „И-сайдер“ — это пост-апокалипсис, дистопия. А „Самая большая луна“ — история, погруженная в наш мир».
Съёмки фильма начались осенью 2021 года и проходили в Санкт-Петербурге, на киностудии «Ленфильм», а также в Ленинградской области и окрестностях Выборга.
В проекте использовался видеомаппинг, с помощью которого реализовали фантастический мир эмеров и человеческих эмоций.

## Отзывы и оценки
Фильм получил в основном отрицательные отзывы в прессе; по данным агрегатора «Критиканство», он не получил ни одной положительной рецензии, а средняя оценка составила 38 из 100. Отрицательные отзывы о фильме, среди прочих, дали авторы изданий «Кинопоиск», «Кино@Mail.Ru» и видеоблогер BadComedian, а в изданиях «Известия» и «Профиль» ему дали нейтрально-скептические оценки. О фильме писали: «Нелепое кино, которое воспринимается как комедия», «Похоже, что перед нами черновой монтаж… „Самая большая луна“ явно не закончена», «Фэнтези, от которого хочется выть».